# شهرستان یوسین گیشو
شهرستان یوسین گیشو (به لاتین: Uasin Gishu County) یک سکونتگاه مسکونی در کنیا است.

## خصوصیات
شهرستان یوسین گیشو ۲٬۹۵۵٫۳ کیلومترمربع مساحت و ۸۹۴٬۱۷۹ نفر جمعیت دارد.